# Езопове басне
Езопове басне, или Езопица, је збирка басни приписаних Езопу, робу и приповедачу који је живео у старој Грчкој између 620. и 564. п. н. е.. Различитог порекла, приче повезане са његовим именом дошле су до модерних времена кроз бројне изворе и настављају да се реинтерпретирају у различитим вербалним регистрима иу популарним и уметничким медијима.
Басне су првобитно припадале усменој традицији и нису сакупљане око три века након Езопове смрти. До тада су му се приписивале разне друге приче, шале и пословице, иако је део тог материјала био из извора који су били ранији од њега или долазили изван грчке културне сфере. Процес укључивања се наставио све до данас, при чему су неке од басни које нису забележене пре касног средњег века, а друге стигле изван Европе. Процес је непрекидан и нове приче се и даље додају у Езопов корпус, чак и када су то доказно новија дела, а понекад и познатих аутора.
Рукописи на латинском и грчком били су важан начин преношења басни, иако су поетски третмани на европским народним говорима на крају формирали још један вид преношења. По доласку штампања, збирке Езопових басни биле су међу најранијим књигама на разним језицима. Путем каснијих збирки, и њихових превода или адаптација, Езопов углед као баснописца преносио се широм света.
У почетку су басне биле упућене одраслима и покривале су верске, друштвене и политичке теме. Такође су коришћени као етички водичи, а од ренесансе па надаље посебно су коришћени за образовање деце. Њихова етичка димензија појачана је у свету одраслих кроз приказивање у скулптури, сликарству и другим илустративним средствима, као и прилагођавање драми и песми. Поред тога, дошло је до реинтерпретације значења басни и промена у нагласку током времена.
Велики број басни је адаптиран за позориште, музику и друге уметничке форме.

### Басна као жанр
Записано је да је Аполоније из Тијане, филозоф из 1. века нове ере, рекао о Езопу:
попут оних који добро једу од најобичнијих јела, он је користио скромне инциденте да поучи велике истине, а након што је сервирао причу, додаје јој савет да се нешто уради или не учини. Тада је, такође, био заиста више везан за истину него што су то песници; јер ови други врше насиље над сопственим причама да би их учинили вероватним; али он је објављивањем приче за коју сви знају да није истинита, рекао истину самим тим што није тврдио да говори о стварним догађајима.
Још раније је грчки историчар Херодот успутно поменуо да је „Езоп баснописац“ био роб који је живео у старој Грчкој током 5. века пре нове ере. Међу референцама у другим писцима, Аристофан је у својој комедији Осе представио главног јунака Филоклеона који је научио Езопове „апсурде“ из разговора на банкетима; Платон је у Федону написао да је Сократ провео време у затвору претварајући неке од Езопових басни „које је знао“ у стихове. Ипак, из два главна разлога – зато што су бројни морал унутар Езопових приписаних басни у супротности један са другим, и зато што су древни извештаји о Езоповом животу у супротности – модерно је гледиште да Езоп није био зачетник свих оних бајки које му се приписују. Уместо тога, свака басна се приписивала имену Езопа ако није постојао познати алтернативни књижевни извор.
У класично доба било је разних теоретичара који су покушавали да разликују ове басне од других врста нарације. Морали су бити кратке; поред тога, оне су фиктивне, корисне за живот и истинити природи. У њима су се могле наћи животиње и биљке које говоре, иако су људи у интеракцији само са људима присутни у неколицини. Обично би могли да почну контекстуалним уводом, након чега следи прича, често са моралном лекцијом подвученим на крају. Постављање контекста је често било неопходно као водич за тумачење приче, као у случају политичког значења <i>Жаба које су желеле краља</i> и <i>Жабе и сунце</i>.
Понекад су наслови дати касније баснама постали пословични, као у случају убијања гуске која је носила златна јаја или градског миша и сеоског миша. У ствари, неке басне, као што су Младић и ласта, изгледа да су измишљене као илустрације већ постојећих пословица. Један теоретичар је заиста отишао толико далеко да је басне дефинисао као проширене пословице. У томе имају етиолошку функцију, објашњење порекла као што је, у другом контексту, зашто је мрав злочесто, лопово створење или како је корњача добила свој оклоп. Друге басне, такође на граници са овом функцијом, су чисте шале, као у случају Старице и доктора, намењене похлепним лекарима.

### Порекло
Контрадикције између већ поменутих басни и алтернативних верзија углавном исте басне – као у случају Дрвосече и дрвећа, најбоље се објашњавају приписивањем свих примера жанра Езопу. Неки су очигледно западноазијског порекла. Савремене науке откривају басне и пословице езопске форме које постоје и у старом Сумеру и у Акаду, већ у трећем миленијуму пре нове ере. Езопове басне и индијска традиција, имају одређена преклапања, иако се често веома разликују у детаљима. Постоји одређена расправа о томе да ли су Грци научили ове басне од индијских приповедача или на други начин, или су утицаји били обострани.

## Превод и пренос

### Грчке верзије
Када и како су басне стигле у и прошириле се из античке Грчке остаје неизвесно. Неки се не могу датирати раније од Бабрија и Федра, неколико векова после Езопа, а неки чак и касније. Најраније поменута збирка била је Деметрија из Фалерума, атинског беседника и државника из 4. века пре нове ере, који је басне саставио у сет од десет књига за употребу беседницима. Као следбеник Аристотела, он је једноставно каталогизовао све басне које су ранији грчки писци користили изоловано као примере, стављајући их у прозу. Бар је то био доказ онога што су други приписивали Езопу; али то је можда укључивало било које приписивање њему из усмене традиције у облику бајки о животињама, измишљених анегдота, етиолошких или сатиричних митова, можда чак и било које пословице или шале, које су ови писци пренели. То је више доказ моћи Езоповог имена да привуче такве приче него доказ његовог стварног ауторства. У сваком случају, иако се Деметријево дело често помињало у наредних дванаест векова и сматрало се званичним Езопом, сада није сачуван ниједан примерак. Данашње збирке су еволуирале из касније грчке верзије Бабрија, од којих сада постоји непотпуни рукопис од око 160 басни у холијамбским стиховима. Садашње мишљење је да је живео у 1. веку нове ере. Верзија 55 басне у холијамбским тетраметрима Игњатија Ђакона из 9. века такође су вредне помена због свог раног укључивање прича из оријенталних извора.
Даље светло на улазак оријенталних прича у езопски канон баца њихово појављивање у јеврејским изворима као што су Талмуд и мидрашка литература. На веб-сајту Јеврејске енциклопедије постоји упоредни списак њих, од којих дванаест подсећа на оне који су заједнички и грчким и индијским изворима, шест је паралелно са онима само у индијским изворима, а шест других само у грчким. Тамо где сличне басне постоје у Грчкој, Индији и у Талмуду, талмудски облик се више приближава индијском. Тако се у Индији прича басна „Вук и ждрал“ о лаву и још једној птици. Када је Исус Навин бен Хананија испричао ту басну Јеврејима, како би спречили њихову побуну против Рима и још једном забили своје главе у чељусти лава (Пост. Р. лкив.), он показује упознатост са неким обликом који потиче из Индије.

### Латинске верзије
Први опширни превод Езопа на латинске јамбске триметре извео је Федар, раније роб кога је ослободио Августов у 1. веку нове ере, иако је бар једну басну већ превео песник Еније два века раније, а друге се помињу у делу. од Хорације. Ретор Афтоније из Антиохије написао је техничку расправу о четрдесетак ових басни и преточио их у латинску прозу 315. године. Значајна је као илустрација савремене и касније употребе басни у реторичкој пракси. Наставници филозофије и реторике често постављају Езопове басне као вежбу за своје научнике, позивајући их не само да расправљају о моралу приче, већ и да вежбају стил и граматичка правила правећи сопствене верзије. Нешто касније песник Аузоније је пренео неке од ових басни у стиховима, које је писац Јулијан Тицијан превео у прозу, а почетком 5. века Авијан је 42 од ових басни ставио у латинске елегике.
Највећа, најстарија позната и најутицајнија прозна верзија Федра носи име иначе непознатог баснописца по имену Ромул. Садржи 83 басне, датира из 10. века и изгледа да је заснована на ранијој прозној верзији која је, под именом „Езоп“ и упућена једном Руфу, можда написана у периоду Каролинга или чак раније. Збирка је постала извор из кога су током друге половине средњег века превучене готово све збирке латинских басни у прози и стиховима у целини или делимично. Верзија прве три Ромулове књиге у елегијским стиховима, вероватно настала око 12. века, била је један од најутицајнијих текстова у средњовековној Европи. Различито називан (између осталих наслова) као стих Ромулус или елегични Ромул, и приписан Гуалтеру Англицус, био је уобичајен латински текст учења и био је популаран све до ренесансе. Другу верзију Ромула у латинским елегијама направио је Александар Некам, рођен у Сент Албансу 1157.
Интерпретативни „преводи“ елегијског Ромула били су веома чести у Европи у средњем веку. Међу најранијим је био један из 11. века Адемара од Шабана, који укључује нешто новог материјала. Након тога је уследила прозна збирка парабола цистерцитског проповедника Ода из Херитона око 1200. године где басне (од којих многе нису езопске) добијају снажну средњовековну и свештеничку ноту. Ова тенденција тумачења, и укључивање још више неезопског материјала, требало је да расте како су верзије на различитим европским народним говорима почеле да се појављују у наредним вековима.
Са оживљавањем латинске књижевности током ренесансе, аутори су почели да састављају збирке басни у којима су се упоредо појављивале оне које су традиционално Езопове и оне из других извора. Једна од најранијих је била Лоренцо Бевилаква, такође познат као Лаурентиус Абстемиус, који је написао 197 басни, од којих је првих сто објављено као Hecatomythium 1495. године. Мало од Езопа је укључено. Већина басни у Хецатомитхиуму је касније преведена у другој половини дела Роџера Л'Естражња Fables of Aesop and other eminent mythologists. 1692.. неки су се такође појавили међу 102 у латинском читаоцу Х. Кларка, Селецт Езопове басне: са енглеским преводом (1787), од којих су постојала и енглеско и америчко издање.
Касније су постојале три запажене збирке басни у стиховима, међу којима је најутицајнија била Centum Fabulae Габријела Фаерна (1564). Већина од стотину басни су Езопове, али има и духовитих прича као што су Утопљеница и њен муж (41) и Млинар, његов син и магарац (100). Исте године када је Фаерно објављен у Италији, Хијероним Озије је у Немачкој објавио збирку од 294 басне под називом Fabulae Aesopi carmine elegiaco redditae. И ово је садржало неке од других, као што је Пас у јаслама (67). Затим је 1604. аустријски Панталеон Веисс, познат као Pantaleon Candidus, објавио Centum et Quinquaginta Fabulae. Тамошње 152 песме биле су груписане по темама, са понекад више од једне посвећене истој басни, иако су представљале њене алтернативне верзије, као у случају <i>Јастреба и славуја</i> (133–5). Такође укључује најранији пример <i>Лава, медведа и лисице</i> (60) на језику који није грчки.
Још једна обимна збирка басни у латинском стиху била је Fabularum Aesopicarum Delectus Ентонија Алсопа (Оксфорд 1698). Већини од 237 уврштених басни предговор је текст на грчком, док их има и неколико на хебрејском и арапском; коначне басне, само сведочене из латинских извора, су без других верзија. Песме су углавном ограничене на скромно приповедање басне без извлачења морала.

## Езоп на другим језицима

### Европа
Током многих векова главни пренос Езопових басни широм Европе био је на латинском или усмено на различитим народним језицима, где су се мешали са народним причама изведеним из других извора. Ово мешање је често очигледно у раним народним збиркама басни у средњем веку.
- Изопет, адаптацију неких басни у старофранцуске осмосложне двостихе, написала је Мари де Франс у 12. веку.[18] Морал којим она затвара сваку басну одражава феудалну ситуацију њеног времена.
- У 13. веку јеврејски писац Берехија ха-Накдан написао је Мишлеј Шуалим, збирку од 103 'Лисичје басне' у хебрејској римованој прози. Ово је укључивало многе приче о животињама које су навођене као Езопове, као и још неколико које потичу од Марие де Франс и других. Берехијино дело додаје слој библијских цитата и алузија причама, прилагођавајући их као начин подучавања јеврејске етике. Прво штампано издање појавило се у Мантови 1557.[19]
- Асоп, адаптацију 125 Ромулових басни на средњедоњонемачки стих, написао је Герхард фон Минден око 1370.[20]
- Chwedlau Odo („Одове приче“) је велшка верзија бајки о животињама из 14. века у Одоу из Цхеритонових парабола, од којих нису све езопског порекла. Многи показују симпатије према сиромашнима и потлаченим, уз често оштре критике високих црквених званичника.[21]
- Есташ Дешан је међу своје моралне баладе, написане на средњовековном француском језику крајем 14. века, уврстио неколико Езопових басни,[22] од којих се у једној помиње шта „Езоп прича у својој књизи“ (Ysoppe dit en son livre et raconte). У већини случајева, причање басне претходи цртању морала у смислу савременог понашања, али двојица то коментаришу само контекстуалним освртом на басне које се не износе у тексту.
- Isopes Fabules је написао монах Џон Лидгејт почетком 15. века у средњоенглеским римованим краљевским строфама.[23] Укључено је седам прича и велики нагласак је стављен на моралне лекције које се из њих могу научити.
- The Morall Fabillis of Esope the Phrygian написао је Роберт Хенрисон на средњешкотским јамбским пентаметрима око 1480.[24] У прихваћеном тексту састоји се од тринаест верзија басни, седам по узору на приче из „Езопа“ проширених из латинских Ромулових рукописа.

Главни подстицај за превођење великих збирки басни приписаних Езопу и преведених на европске језике дошао је из ране штампане публикације у Немачкој. Током средњег века било је много малих избора на разним језицима, али први покушај исцрпног издања направио је Хајнрих Штајнховел у свом Есопусу, објављеном око 1476 . Ово је садржало и латинске верзије и немачке преводе, а такође је укључивало превод Ринучио да Кастиљоне (или д'Арецо) верзију са грчког Езоповог живота (1448). Садржи око 156 басни, прикупљених од Ромула, Авијана и других извора, праћених коментарским предговором и морализаторским закључком, и 205 дрвореза. Преводи или верзије засноване на Стеинховеловој књизи убрзо су уследиле на италијанском (1479), француском (1480), чешком (1480) и енглеском (издање Цактон-а из 1484) и много пута су поново штампане пре почетка 16. века. Шпанска верзија из 1489. године, La vida del Ysopet con sus fabulas hystoriadas, била је подједнако успешна и често је поново штампана и у Старом и у Новом свету током три века.
Неке басне су касније аутори креативно обрађивали у сопственим збиркама на начин да су се повезивале са њиховим именима, а не са Езоповим. Најславније су биле Ла Фонтенове басне, објављене на француском током каснијег 17. века. Инспирисани краткошћу и једноставношћу Езоповог рада, басне садржане у првих шест књига су у великој мери зависиле од традиционалног езопског материјала; басне у наредних шест биле су дифузније и разноврсније по пореклу. Почетком 19. века неке басне је адаптирао на руски језик, а често их је поново тумачио баснописац Иван Крилов. У већини случајева, али не у свим, они су зависили од Ла Фонтаинеових верзија.

### Азија и Америка
Преводи на азијске језике веома рано потичу из грчких извора. Ово укључује такозване Синтипасове басне, компилацију езопских басни на сиријском језику, која датира из 9/11. Укључено је неколико других прича вероватно западноазијског порекла. У централној Азији постојала је збирка басни из 10. века на ујгурском језику.
После средњег века, басне које су углавном потичу из латинских извора преносили су Европљани као део својих колонијалних или мисионарских подухвата. 47 басни преведено је на језик нахуатл крајем 16. века под насловом In zazanilli in Esopo. Дело изворног преводиоца, прилагодио је приче тако да се уклапају у мексичко окружење, уграђујући астечке концепте и ритуале и чинећи их реторички суптилнијим од њиховог латинског извора.
Португалски мисионари који су стигли у Јапан крајем 16. века упознали су Јапан са баснама када је латинско издање преведено на романизовани јапански. Наслов је био Esopo no Fabulas и датира из 1593. године. Убрзо је уследио потпунији превод у тротомни каназосхи под насловом Isopo Monogatari (伊曾保 物語). Ово је било једино западњачко дело које је преживело у каснијим публикацијама након протеривања западњака из Јапана, пошто је до тог времена фигура Езопа била акултурисана и представљена као да је Јапанац. Обојена издања појединачних басни израдио је Каванабе Кјосаи у 19. веку.
Први преводи Езопових басни на кинеске језике направљени су почетком 17. века, а прва значајна збирка од 38 усмено је пренео језуитски мисионар по имену Николас Триго, а записао кинески академик по имену Џанг Генг (кинески: 張賡; пињин: Zhāng Gēng) 1625. Ово је два века касније уследио од Јиши Јуиан 意拾喻言》 (Езопове басне: на кинеском је написао Учени Мун Моои Сеен-Сханг, и саставио у њиховом данашњем облику са бесплатним и буквалним преводом) 1840. године од Роберта Тома и очигледно заснован на верзији Роџера Л'Естрајнџа. Ово дело је у почетку било веома популарно све док неко није схватио да су басне антиауторитарне и књига је неко време забрањена. Нешто касније, међутим, у страној концесији у Шангају, А. Б. Цабансс је донео транслитеровани превод на шангајском дијалекту, Yisuopu yu yan (伊娑菩喻言, 1856). Било је и превода из 20. века Џоу Зуорена и других.
Преводи на језике Јужне Азије почели су на самом почетку 19. века.Тhe Oriental Fabulist (1803) је садржао верзије римског писма на бенгалском, хиндском и урду језику. Уследиле су адаптације на марати (1806) и бенгалском (1816), а затим комплетне збирке на хиндију (1837), канада (1840), урду (1850), тамилском (1853) и синдхи (1854).
У Бурми, која је имала сопствену етичку народну традицију засновану на будистичким причама Јатака, заједнички превод Езопових басни на пали и бурмански је објављен 1880. из Рангуна у издању Америцан Миссионари Пресс. Изван Британске Индије, превод Јагата Сундара Малле на неварски језик Непала објављен је 1915. године. Даље на западу, превод авганистанског академика Хафиза Сахара око 250 Езопових басни на персијски први пут је објављен 1972. године под именом ЛLuqman Hakim.

## Религијске теме
У класично доба постојало је преклапање између бајке и мита, посебно тамо где су имали етиолошку функцију. Међу њима су две које се баве разликом између људи и животиња. Према првом, људи се одликују својом рационалношћу. Али у оним случајевима када имају зверски менталитет, објашњење је да је приликом стварања откривено да су животиње бројније надмашиле људе и да су неке због тога модификоване у облику, али су задржале своје животињске душе.
Таква рана филозофска спекулација била је проширена и на етичке проблеме повезане са божанском правдом. На пример, сматрало се да је несразмерно да зли човек буде кажњен смрћу у бродолому када су у питању били многи други невини људи. Бог Хермес је то објаснио приговорнику људском аналогијом са човеком који је угризао мрав и последично газећи по свима онима око његових ногу. Поново је постављено питање зашто последице злог дела нису уследиле одмах када је почињено. Хермес је такође био умешан и овде, јер бележи поступке мушкараца на уломцима лонаца и носи их Зевсу нагомилане у кутији. Бог правде, међутим, пролази кроз њих обрнутим редоследом и казна стога може бити одложена. Међутим, тамо где се грешка доживљава као чин пркоса, као што се дешава у басни о Хоркосу, одмазда стиже брзо.
Неке басне могу изражавати отворени скептицизам, као у причи о човеку који продаје статуу Хермеса који се хвалио њеном делотворношћу. Упитан зашто располаже таквом имовином, трговац објашњава да бог одваја време да пружи услуге, док њему самом треба одмах новац. У другом примеру, фармер чија је матица украдена одлази у храм да види да ли се кривац може пронаћи прорицањем. По доласку чује најаву у којој се тражи информација о пљачки у храму и закључује да бог који не може да брине о свом мора бити бескористан  Али супротан став, против ослањања на верски ритуал, заузет је у баснама попут Херкула и Вагонера које илуструју пословицу „Бог помаже онима који сами себи помажу“. Прича је такође постала омиљена вековима касније у протестантској Енглеској, где је један коментатор заузео екстремни став да је занемаривање неопходности самопомоћи „бласфемија“ и да је „велики грех за човека да пропадне у свом занату“. или занимање трчањем често на молитве“.
Како су се басне одлазиле из грчког говорног подручја и биле прилагођене различитим временима и религијама, приметно је колико су неке басне радикално реинтерпретиране. Тако је једна од бајки сакупљених под насловом Лављег удела и првобитно усмерена против тираније постала у Румијевим рукама парабола о јединству са Богом ислама и покорности божанском ауторитету. У јеврејским 'баснама о лисицама' Берехије ха-Накдан, шаљиви приказ зечева и жаба био је повод да се препоручи поверење у Бога, док је хришћанска реинтерпретација животињског симболизма у средњем веку претворила Вука и ждрала у параболу о спасавању душе грешника из пакла.
И у средњем веку, басне су сакупљане за употребу у проповедима.
Након што су басне биле схваћене као првенствено за поучавање деце, нова генерација хришћанских писаца почела је да поставља сопствену конструкцију на њих, често у супротности са њиховом оригиналном интерпретацијом. Екстремни пример се јавља у компилацији под називом Хришћанске басне из викторијанске ере, где се Северни ветар и сунце помињу библијски одломци у којима се религија пореди са огртачем. Стога, каже аутор, треба се чувати напуштања својих уверења под сунцем благостања. Доказно, суштина басни је њихова прилагодљивост. Почевши од пре два и по миленијума са етиолошким решењима филозофских проблема, нове религиозне примене су се наставиле у садашњост.